# جون ليتل (سياسي)
جون ليتل (بالإنجليزية: John Little)‏ هو محامي وسياسي أمريكي، ولد في 25 أبريل 1837 في الولايات المتحدة، وتوفي في 18 أكتوبر 1900 في نفس البلد. حزبياً، نشط في الحزب الديمقراطي والحزب الجمهوري. وقد انتخب عضو مجلس نواب أوهايو وانتخب عضو مجلس النواب الأمريكي.